# Lettre de jussion
Une lettre de jussion est, dans la législation de l'Ancien Régime en France, une lettre patente du roi qui enjoint à un parlement d’enregistrer une ordonnance ou un édit royal.

## Finalités de la lettre de jussion
Un Parlement dispose d’attributions proprement administratives, dont l'enregistrement des ordonnances et des édits royaux, ce qui les rend opposables dans les décisions de la cour (cette formalité équivaut en quelque sorte à la publication au Journal officiel). Si le parlement voit la loi comme non conforme à l'intérêt public ou aux lois du Royaume, il dispose d'un droit de remontrance qui lui permet de refuser de l'enregistrer et de présenter ses observations au roi. Il existe trois degrés : la simple lettre, la « représentation », et la « remontrance » proprement dite. 
Pour imposer sa volonté au parlement, le roi peut en premier lieu émettre une lettre de jussion qui ordonne expressément au parlement d'enregistrer. Toutefois, le Parlement peut rejeter les lettres de jussion du roi, moyennant des remontrances itératives précises, et exiger du monarque une réécriture du texte de loi (édit, ordonnance) concerné par le conflit d'enregistrement. Si la cour s'obstine et présente des « remontrances itératives », le roi peut aussi forcer l'enregistrement par la tenue d'un lit de justice. 
Entre 1673 et 1715, le droit de remontrance est retiré aux parlements, de fait, par Louis XIV, qui exige l'enregistrement de ses décisions avant que les parlements émettent d'éventuelles remontrances.
Les lettres de jussion sont assez nombreuses sous Henri III où l’on parle d’ « expresse jussion » (12 mars 1575) ou de « première et finale jussion » (19 décembre 1579).